# Павленко, Владимир Владимирович
Владимир Владимирович Павленко (род. 14 мая 1946, с. Новый Быков) — советский и украинский архитектор. Главный архитектор Черниговской области (1986—2011), член Национального союза архитекторов Украины, доцент кафедры промышленного и гражданского строительства Черниговского национального технологического университета.
Народный архитектор Украины (2009), лауреат Государственной премии Украины в области архитектуры (1999).

## Биография
Владимир Павленко родился 14 мая 1946 года в селе Новый Быков на Черниговщине. В 1971 году окончил архитектурный факультет Киевского инженерно-строительного института, после чего начал работать в Черниговском проектном институте «Гипрогражданстрой». Оттуда был переведен в отдел по делам строительства и архитектуры Черниговского облисполкома, где работал архитектором, а позже — старшим архитектором и начальником планировочного бюро.
В 1976 году прошёл курсы повышения квалификации при Московском архитектурном институте и до 1982 года работал заместителем главного архитектора Черниговской области, а с 1983 года — главный архитектор Чернигова.
С 1986 по 2011 год — главный архитектор Черниговской области. С 2011 года на пенсии.
Занимается преподавательской деятельностью: с 2005 по 2010 — доцент кафедры водоснабжения и водоотведения, а с 2011 — доцент кафедры промышленного и гражданского строительства Черниговского национального технологического университета.
Женат, имеет дочь Оксану и сына Юрия.

## Трудовое наследие
За годы работы Владимира Павленко в Черниговской области было разработано более 700 проектов планировки сел и поселков, составлены генеральные планы перспективного развития всех городов, разработаны проекты районных планировок всех административных районов и области в целом. Архитектор лично приобщился к проектированию Борзны, Огородные, Нежина, Носовки, Семеновки, Щорса, Корюковки, Варвы, Козелец, Карп и других городов и сел Черниговщины. Занимался организацией проектирования и застройки Славутича.
Во второй половине 1980-х годов Владимир Владимирович был одним из организаторов конкурсов, конференций и совещаний по разработке проектов застройки центральной исторической части Чернигова.
Павленко вместе с В. Миненко и В. Зотиковым являются авторами орнаментальной композиции монумента «Дружба» на границе Украины, России и Беларуси в селе Сеньковка Городнянского района Черниговской области.
Вместе с И. Сытым и А. Гречилом является автором герба и флага Черниговской области.
Павленко сделал вклад в реставрацию религиозных памятников Черниговщины: Спасский собор (XI в.), Борисоглебский собор (конец XI в.), Успенский собор (XI в.), Екатерининская церковь (1715), Троицкий собор (1679—1695), Ильинская церковь (XII—XVII ст.), Антониевы пещеры (1069), комплекс памятников архитектуры Спасо-Преображенского монастыря (XVII—XVIII вв.) в Новгород-Северском, деревянная церковь святого Георгия (XVII—XVIII вв.) в Седневе и другие.
Совместно с Б.CДедовым, А. Васютой, В. Устиновым и другим помогал возрождать на Борзнянщине усадьбу украинского писателя Пантелеймона Кулиша. Павленко — автор программы сохранения памятников Национального историко-культурного заповедника «Гетманская столица» и развития социальной и инженерно-транспортной инфраструктуры Батурина.
Известные работы:
- Комплекс памятников в честь 1000-летия Новгород-Северского и 800-летия «Слова о полку Игореве» (скульптор А. Куст, архитекторы М. Барановский, В. Павленко)
- Памятник 900-летию съезда князей, построенный в 1997 году на Замковой горе в пгт Любеч (скульптор Г. Ершов, архитектор. Павленко)
- Памятник И. Мазепе на Валу в Чернигове (скульптор Г. Ершов, архитектор. Павленко)
- Православный храм Параскевы-Пятницы в селе Чайкино Новгород-Северского района (соавтор проекта)

## Награды и почетные звания
- Народный архитектор Украины (19 января 2009) — за весомый личный вклад в создание Национального историко-культурного заповедника «Гетманская столица» в г. Батурин, плодотворную научную работу, благотворительную деятельность на ниве сохранения исторического наследия Украинского народа[3]
- Заслуженный архитектор Украины (1 июля 1997) — за заслуги в развитии архитектуры и градостроительства, высокий профессионализм[4]
- Государственная премия Украины в области архитектуры (19 июня 1999) — за архитектуру городской больницы по улице 1 Мая в городе Чернигове (в составе коллектива)[5]
- Орден «За заслуги» III степени — за большие достижения в профессиональной деятельности, многолетний добросовестный труд
- Благодарность Премьер-министра Украины